# Yvona Brzáková
Yvona Brzáková (née le 23 avril 1956 à Levoča) est une joueuse de tennis tchécoslovaque, professionnelle dans les années 1980.

## Palmarès

### Titre en simple dames
Aucun

### Finale en simple dames
Aucune

### Titre en double dames
| No | Date       | Nom et lieu du tournoi            | Catégorie | Dotation | Surface      | Partenaire        | Finalistes                   | Score    |          |
| -- | ---------- | --------------------------------- | --------- | -------- | ------------ | ----------------- | ---------------------------- | -------- | -------- |
| 1  | 19/07/1982 | Sparkassen Austrian Cup Kitzbühel | Series 1  | 50 000 $ | Terre (ext.) | Kateřina Skronská | Jill Patterson Courtney Lord | 6-1, 7-5 | Parcours |

### Finales en double dames
| No | Date       | Nom et lieu du tournoi     | Catégorie | Dotation | Surface    | Vainqueures                    | Partenaire        | Score    |          |
| -- | ---------- | -------------------------- | --------- | -------- | ---------- | ------------------------------ | ----------------- | -------- | -------- |
| 1  | 21/01/1980 | Futures of Ogden Ogden     | Futures   | 25 000 $ | Dur (int.) | Sherry Acker Mary Carillo      | Rosalyn Fairbank  | 6-1, 6-2 | Parcours |
| 2  | 01/02/1982 | Avon Futures of Utah Ogden | Futures   | 40 000 $ | Dur (int.) | Iva Budařová Catherine Tanvier | Marcela Skuherská | 6-3, 6-2 | Parcours |

## Parcours en Grand Chelem

### En simple dames
| Année | Open d'Australie (janvier) | Open d'Australie (janvier) | Internationaux de France | Internationaux de France | Wimbledon       | Wimbledon    | US Open         | US Open       | Open d'Australie (décembre) | Open d'Australie (décembre) |
| 1980  | n/a                        | n/a                        | -                        | -                        | 1er tour (1/64) | Ann Kiyomura | -               | -             | -                           | -                           |
| 1981  | n/a                        | n/a                        | 1er tour (1/64)          | Cláudia Monteiro         | -               | -            | 1er tour (1/64) | Tanya Harford | -                           | -                           |
| 1983  | n/a                        | n/a                        | 3e tour (1/16)           | Andrea Temesvári         | 1er tour (1/64) | Jo Durie     | -               | -             | -                           | -                           |
| 1984  | n/a                        | n/a                        | 1er tour (1/64)          | Hana Mandlíková          | -               | -            | -               | -             | -                           | -                           |

À droite du résultat, l’ultime adversaire.

### En double dames
| Année | Open d'Australie (janvier) | Open d'Australie (janvier) | Internationaux de France     | Internationaux de France | Wimbledon                    | Wimbledon                 | US Open                     | US Open                     | Open d'Australie (décembre) | Open d'Australie (décembre) |
| 1980  | n/a                        | n/a                        | 1er tour (1/16) Iva Budařová | D. Marzano F. Thibault   | 1er tour (1/32) Iva Budařová | Cathy Drury Jane Plackett | -                           | -                           | -                           | -                           |
| 1981  | n/a                        | n/a                        | 1er tour (1/32) A. Buchanan  | Kathy Jordan Anne Smith  | -                            | -                         | 2e tour (1/16) K. Skronská  | H. Mandlíková P. Teeguarden | -                           | -                           |
| 1983  | n/a                        | n/a                        | 2e tour (1/16) Lea Plchová   | Ann Kiyomura Paula Smith | -                            | -                         | 1er tour (1/32) K. Skronská | T. Holladay Kathy O'Brien   | -                           | -                           |
| 1984  | n/a                        | n/a                        | 1er tour (1/32) Lea Plchová  | B. Remilton Naoko Sato   | -                            | -                         | 1er tour (1/32) Petra Huber | L. Antonoplis Beverly Mould | -                           | -                           |

Sous le résultat, la partenaire ; à droite, l’ultime équipe adverse.

### En double mixte
N'a jamais participé à un tableau final.

## Parcours en Coupe de la Fédération
| #                                                                       | Date       | Lieu   | Surface      | Gagnante(s)                 | Perdante(s)                     | Score         |          |
|                                                                         |            |        |              |                             |                                 |               |          |
| 1980 - 1er tour (groupe mondial) - Tchécoslovaquie - Hongrie - 3 : 0    |            |        |              |                             |                                 |               |          |
| 1                                                                       | 19/05/1980 | Berlin | Terre (ext.) | Yvona Brzáková Iva Budařová | Éva Rózsavölgyi Judith Szörényi | 7-5, 6-3      | Parcours |
|                                                                         |            |        |              |                             |                                 |               |          |
| 1980 - 2e tour (groupe mondial) - Tchécoslovaquie - Yougoslavie - 3 : 0 |            |        |              |                             |                                 |               |          |
| 2                                                                       | 19/05/1980 | Berlin | Terre (ext.) | Yvona Brzáková Iva Budařová | Mima Jaušovec Renata Sasak      | 7-6, 1-6, 6-1 | Parcours |